# Fighiera
Fighiera es una localidad y comuna argentina del departamento Rosario, en el sur de la provincia de Santa Fe.
Se encuentra ubicada 37 km al sur de la cabecera departamental, Rosario, en la margen derecha del río Paraná y a 207 km de la capital provincial, Santa Fe. Tiene dos accesos viales, por Autopista Rosario-Buenos Aires y por ruta provincial 21 (ex ruta nacional 9) que pasa por dentro de la localidad.

## Población
Cuenta con 5,028 habitantes (Indec, 2010), lo que representa un incremento del 4 % frente a los 4,812 habitantes (Indec, 2001) del censo anterior.
| Gráfica de evolución demográfica de Fighiera entre 1991 y 2010 |
|                                                                |
| Fuente: censos nacionales del INDEC                            |

## Santa Patrona
- Ntra.Sra. de Luján, festividad: 12 de octubre

## Creación de la Comuna
- 21 de agosto de 1922

## Entidades Deportivas y Sociales
- Club Atlético Central Argentino
- Club Atlético Sportivo Figherense
- Centro de jubilados o pensionados de Fighiera y su zona
- Club de pescadores Los Amigos del Río
- Centro de día Corazón de Pueblo

## Medios de Comunicación
- Radio FM Amistad 107.7MHz
- Radio FM Fighiera 89.7MHz

## Personalidades
- Juan Martín Coggi: Campeón mundial Wélter Jr. AMB de 1987-90 / 1993-94 /1996; nació el 19 de diciembre de 1961.
- Marcelo J. Muniagurria: Diputado nacional, Vicegobernador de la provincia de Santa Fe (1999-2003), expresidente de CARBAP.
- Daniel Cornelli: Subcampeón mundial de Taekwondo USA 1994.
- Emanuel Herrera: Actual jugador de Argentinos juniors (Bs As)
- Alberto J. Muniagurria: Médico argentino (1944), Fundación Ciencias Médicas de Rosario